# ブラディミル・サムソノフ
ブラディミル・サムソノフ（1976年4月17日 - ）は、ベラルーシの卓球選手。最高ランク1位。1997年世界選手権マンチェスター大会男子シングルス2位。2019ヨーロッパトップ12でシングルス2位の成績を残し、衰え知らずである。ワールドカップでは3度の世界チャンピオン経験がある選手。6大会連続オリンピックシングルス出場。東京オリンピックは怪我のため欠場、7大会連続オリンピック出場を逃した。

## 略歴
- ベラルーシ (当時はソビエト連邦) のミンスク出身。7歳で卓球を始め、ジュニア時代はソ連代表として国際大会に出場しヨーロッパユース卓球選手権のタイトルを総なめにした。
- ベラルーシ独立後の1992年にマリオ・アミズィッチに才能を見出され、ドイツ・ブンデスリーガの名門クラブであるボルシア・デュッセルドルフに移籍した。
- 1993年の世界選手権イェーテボリ大会男子シングルスで17歳ながらベスト16に進出するなど、順調に成長を遂げる。
- 1997年の世界選手権マンチェスター大会では男子シングルスで準優勝、1998年のヨーロッパ選手権では男子シングルスで優勝を果たした。その後も2003年と2005年のヨーロッパ選手権男子シングルスで優勝するなど、安定した成績を残している。しかし、毎回のように優勝候補に挙げられるものの、世界選手権・オリンピックでの優勝は未だ成し得ていない。
- 1997年12月に世界ランキング1位になった。世界ランキングでは1995年12月から2011年11月まで約16年の間トップ10を維持した[2]。その後も2017年11月まで15位以内を維持していた。
- 2013年の世界選手権パリ大会では日本の松平健太相手にフルゲームのすえ敗れはしたもののベスト16に入った。
- ITTFワールドツアーでは1996年のイタリアオープン優勝から2017年のオーストラリアオープン優勝までシングルスで合計27回優勝しており[3][4][5]、馬龍に更新されるまで最多記録であった。
- 2016年リオデジャネイロオリンピックの個人シングルスでは準々決勝で前回大会銅メダリストのドミトリ・オフチャロフを破りベスト4に進出[6]。

準々決勝のゲーム中に肋骨を痛め、準決勝では張継科に、3位決定戦では水谷隼に敗れはしたものの、1996年のアトランタ大会から出場を続け40歳にして過去最高の4位の成績を残した。
- 2017年4月28日にen:Order of Honor (Belarus) (ベラルーシの名誉勲章)を受章している[8]。
- 2020年7月、怪我の悪化から、東京オリンピックの棄権を発表し、7大会連続の出場はならなかった。その後、ベラルーシ卓球協会から、国際大会から引退することを発表した。ただし、ロシアリーグやＴリーグなどで競技を継続するかは未定。

## プレースタイル
サービスは非常によく切れており、変化も分かりづらい。身長189cmという長身の為、後ろに下がっても十分な体勢でプレーできる。どこへ打っても返ってくるブロック、ロビング、フィッシュなどの鉄壁のディフェンステクニックを有するが、守備的になりすぎる傾向があり、やや積極性に欠けるところもある。また、普段は安定志向の卓球を展開するためになかなか見せる事はないが、威力のある両ハンドドライブも持ち合わせている。

## 主な戦績
- 1994年
  - ヨーロッパ選手権バーミンガム大会 男子ダブルス ベスト4
- 1995年
  - 第43回世界選手権天津大会 男子シングルス ベスト8、男子ダブルス準優勝（ゾラン・プリモラッツと）
- 1996年
  - ITTFプロツアー・グランドファイナル 男子シングルス準優勝、男子ダブルス準優勝
  - 男子ワールドカップ（ニーム） 3位
  - ヨーロッパ選手権ブラチスラヴァ大会 混合ダブルス優勝（クリスティナ・トートと）
- 1997年
  - 第44回世界選手権マンチェスター大会 男子シングルス準優勝
  - ITTFプロツアー・グランドファイナル 男子シングルス優勝
  - 男子ワールドカップ（ニーム） 3位
  - ヨーロッパトップ12 準優勝
- 1998年
  - ヨーロッパ選手権アイントホーフェン大会 男子シングルス優勝、男子ダブルス優勝（ヨルグ・ロスコフと）
  - ヨーロッパトップ12 優勝
- 1999年
  - 第45回世界選手権アイントホーフェン大会 男子ダブルス3位（ゾラン・プリモラッツと）
  - 男子ワールドカップ 優勝
  - ヨーロッパトップ12 優勝
- 2000年
  - シドニーオリンピック 男子シングルス ベスト8
- 2001年
  - 第46回世界選手権大阪大会 男子シングルス ベスト8
  - 男子ワールドカップ（クールマイヨール） 優勝
  - ヨーロッパトップ12 優勝
- 2002年
  - ヨーロッパトップ12 準優勝
- 2003年
  - ヨーロッパ選手権クールマイヨール大会 男子シングルス優勝、男子団体優勝
  - ヨーロッパトップ12 準優勝
- 2005年
  - 男子ワールドカップ（リエージュ） 4位
  - ヨーロッパ選手権オーフス大会 男子シングルス優勝、男子ダブルス準優勝（カリニコス・クレアンガと）
  - ヨーロッパトップ12 準優勝
- 2006年
  - 男子ワールドカップ（パリ） 4位
- 2007年
  - 第49回世界選手権ザグレブ大会 男子シングルス ベスト8
  - ヨーロッパ選手権ベオグラード大会 男子シングルス準優勝
  - ヨーロッパトップ12 優勝
- 2008年
  - ヨーロッパ選手権サンクトペテルブルク大会 男子シングルス準優勝、男子団体準優勝
  - ヨーロッパトップ12 準優勝
- 2009年
  - 男子ワールドカップ（モスクワ） 優勝
  - ヨーロッパトップ12 準優勝
- 2010年
  - ヨーロッパトップ12 準優勝
- 2011年
  - ヨーロッパトップ12 準優勝
- 2013年
  - 男子ワールドカップ（ベルビエ） 準優勝
- 2016年
  - リオデジャネイロオリンピック 男子シングルス 4位
- 2017年
  - オーストラリアオープン優勝
- 2019年
  - ヨーロッパトップ16準優勝